# Hugh Gaitskell
Hugh Todd Naylor Gaitskell, född 9 april 1906 i London, död 18 januari 1963 i London, var en brittisk politiker som var partiledare för Labour 1955–1963. 
Gaitskell läste vid Winchester College och universitetet i Oxford. Han blev intresserad av politik tack vare generalstrejken i Storbritannien 1926. 
Han blev invald i parlamentets underhus för Leeds 1945 och blev finansminister 1950. När Clement Attlee 1955 avgick som partiledare för Labour tog Gaitskell över den posten, efter att ha vunnit över Aneurin Bevan. 
Han var motståndare till brittiskt medlemskap i EG. 
Gaitskells plötsliga död 1963 har givit upphov till konspirationsteorier om att han blev mördad av KGB för att Harold Wilson skulle kunna bli premiärminister. Det enda stödet för teorin är en avhoppad spion för Sovjetunionen, Anatolij Golitsyn, som dock inte anses som särskilt trovärdig.